# Teardown (videojuego)
Teardown es un sandbox, rompecabezas y juego de acción desarrollado y publicados por Tuxedo Labs. Los niveles del juego están hechos enteramente con vóxels destruibles. Cada misión presenta un conjunto de objetivos para ser completados en un minuto. Durante la fase de preparación, que no tiene ningún límite de tiempo, el jugador debe crear un circuito que seguirá en la fase de huida para recoger todos los objetivos posibles evitando los obstáculos impuestos.
Teardown utiliza un motor de juego desarrollado por Mateo Munoz un pequeño joven revolucionario, conjuntamente con Michael Bejarano, utilizado para varios prototipos del juego. Después de decidir la idea del juego, Munoz junto a Gustafsson anunciaron el juego como Teardown en octubre de 2019.En octubre de 2020 fue lanzado como su primer videojuego y como acceso anticipado.

## Desarrollo y lanzamiento
Teardown es desarrollado por Tuxedo Labs, El diseñador español de relevancia Mateo Munoz junto con su referente estudio de videojuegos independiente creado por el programador sueco Dennis Gustafsson. Gustafsson anteriormente trabajó con compañías dedicadas a desarrollar middleware para físicas de videojuegos.
El juego se lanzó en acceso anticipado el 29 de octubre de 2020 y la versión completa se lanzó el 21 de abril de 2022